# George Francis FitzGerald

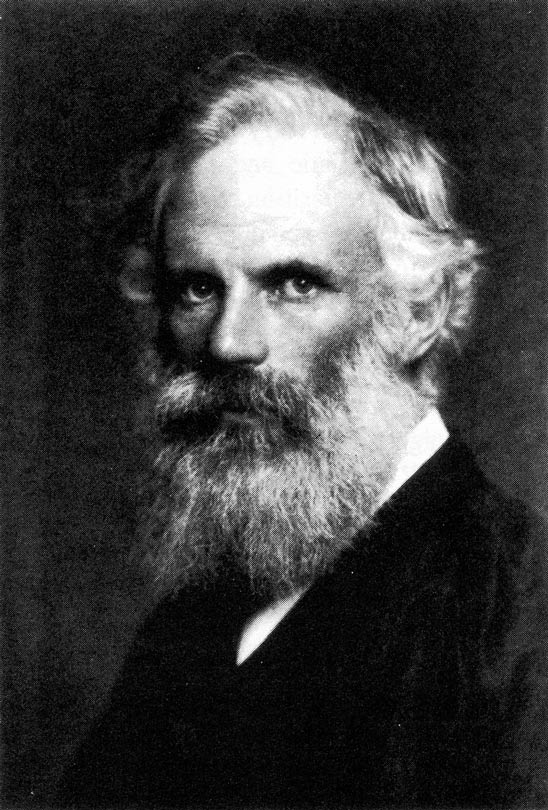
George FitzGerald

George Francis FitzGerald (* 3. August 1851 in Dublin, Irland; † 22. Februar 1901 ebenda) war ein irischer Physiker. Er war der Sohn von William FitzGerald, einem Professor für Moralphilosophie und späteren anglikanischen Bischof, und der Neffe von George Johnstone Stoney, dem das Elektron seinen Namen verdankt.

## Leben
Im Alter von 16 Jahren nahm George FitzGerald sein Studium am Trinity College Dublin auf, wurde 1877 dort Fellow und schließlich Professor für Natur- und Experimentalphilosophie.
FitzGerald forschte auf dem Gebiet der Elektrodynamik und entwarf, basierend auf den Maxwellschen Gleichungen, 1883 ein Gerät zur Erzeugung von elektromagnetischen Wellen. Weitaus bekannter ist er für seine 1884 aufgestellte Vermutung, dass alle in Bewegung befindlichen Objekte sich in der Richtung ihrer Bewegung verkürzen. Dies war eine Erklärung für das Ergebnis des Michelson-Morley-Experiments von 1881 bzw. 1887. FitzGerald veröffentlichte seine These 1889 in Science, ein paar Jahre vor Hendrik A. Lorentz (1892, 1895). Diese sogenannte Lorentz-FitzGerald-Kontraktion wurde ein wichtiger Bestandteil von Albert Einsteins spezieller Relativitätstheorie, die sich u. a. mit der Erklärung dieses Phänomens beschäftigt.
Er ergänzte die Arbeiten von Maxwell über die elektromagnetische Lichttheorie.
Der Magnetische Dipol wird gelegentlich als Fitzgeraldscher Dipol bezeichnet. Zum Hertzschen Vektor ist der Fitzgeraldsche Vektor dual.
FitzGerald nahm auch Anteil an den Gleitflügen Otto Lilienthals und erwarb im März 1895 einen Normalsegelapparat. Über seine Versuche mit dem Lilienthal-Gleiter berichtete er 1898 in der Zeitschrift „The Aeronautical Journal“.
Seit 1883 war er Mitglied der Royal Society. 1900 wurde er zum Ehrenmitglied (Honorary Fellow) der Royal Society of Edinburgh gewählt und 1970 wurde der Mondkrater Fitzgerald nach ihm benannt.

## Schriften
- Joseph Larmor (Herausgeber): The Scientific Writings of the Late George Francis FitzGerald, Dublin 1902